# 淡紫翠雀花
淡紫翠雀花（学名：Delphinium handelianum）是毛茛科翠雀属的植物，为中国的特有植物。分布在中国大陆的云南等地，生长于海拔2,900米的地区，多生在山地林缘，目前尚未由人工引种栽培。